# Гринёвка (Могилёвская область)
Гринёвка (бел. Грынёўка) — деревня в составе Ясенского сельсовета Осиповичского района Могилёвской области Белоруссии.

## Этимология
Гринёвка является патронимическим названием от основ «гринь», «гринди» со значением «лишай», «парша».

## Географическое положение
Деревня расположена в 27 км на восток от Осиповичей и в 2 км от ж/д станции Ясень на линии Осиповичи — Бобруйск, в 105 км от Могилёва, на автодороге Минск — Бобруйск. Через деревню пролегает одна прямолинейная улица, по обеим сторонам застроенная деревянными домами и расчленённая переулками.

## История
Гринёвка упоминается в письменных источниках начала XX века. В 1907 году деревня упоминалась со 156 жителями и 25 дворами в Замошской волости Бобруйского уезда Минской губернии. В 1917 году Гринёвка находилась уже в составе Чичеринской волости. С февраля по ноябрь 1918 года Гринёвка была оккупирована германскими войсками, с августа 1919 по июль 1920 года — польскими. Колхоз «Октябрь» был образован в 1930 году.
Во время Великой Отечественной войны Гринёвка была оккупирована немецко-фашистскими войсками с конца июня 1941 года по 29 июня 1944 года. На фронте погибли 24 жителя.

## Население
- 1907 год — 156 человек, 25 дворов[1]
- 1917 год — 219 человек, 32 двора[1]
- 1926 год — 275 человек, 41 двор[1]
- 1940 год — 53 двора[1]
- 1959 год — 203 человека[1]
- 1970 год — 154 человека[1]
- 1986 год — 99 человек, 44 хозяйства[1]
- 2002 год — 43 человек, 26 хозяйств[1]
- 2007 год — 39 человек, 26 хозяйств[1]

## Комментарии
1. ↑  Названия и ударение даны по: Назвы населеных пунктаў Рэспублікі Беларусь: Магілёўская вобласць: нарматыўны даведнік / І. А. Гапоненка і інш.; пад рэд. В. П. Лемцюговай. — Минск: Тэхналогія, 2007. — С. 68. — 406 с. — ISBN 978-985-458-159-0..